# Дислалия
Дислалията е разстройство на вербалното звукоучленение (артикулация), дължащо се на малформации или на увреждания на периферните звукопроизвеждащи органи (език, зъби, устни, небце). За потърпевшия е невъзможно да произнесе правилно определена дума или звук (например казва „зе“ вместо „же“ или „ше“ вместо „се“). Коригирането на тези разстройства е възможно чрез рехабилитация, провеждана от специалист (логопед).